# علاء البابا
علاء البابا (عربی: علاء الدين عبد الحليم البابا؛ زادهٔ ۱۸ آوریل ۱۹۹۳) بازیکن فوتبال اهل لبنان است.
از باشگاه‌هایی که در آن بازی کرده‌است می‌توان به باشگاه فوتبال الانصار لبنان اشاره کرد.
وی همچنین در تیم‌های ملی فوتبال زیر ۲۳ سال لبنان و لبنان بازی کرده‌است.